# ۸۴ هرکول
۸۴ هرکول یا زانوزده ۸۴ (به انگلیسی: 84 Herculis) یک ستاره ابرغول در صورت فلکی زانوزده و در کهکشان راه شیری است.